# Давидсен, Фроуи
Фро́уи Да́видсен (фар. Fróði Davidsen; род. 10 ноября 1967 года в Тофтире, Фарерские острова) — бывший фарерский футболист, выступавший за клуб «Б68».

## Карьера
Фроуи — воспитанник тофтирского «Б68». Свой первый матч за эту команду он провёл 26 мая 1984 года, это была встреча против столичного «ХБ» в рамках
чемпионата Фарерских островов. Всего в своём дебютном сезоне защитник принял участие в 2 матчах первенства архипелага, а «Б68» по его итогам стал чемпионом Фарерских островов. В следующем сезоне Фроуи отыграл 4 встречи в чемпионате: 5 мая 1985 года в поединке с «ИФ» защитник забил победный мяч, ставший для него первым в карьере. В том году «Б68» защитил чемпионский титул. В сезоне-1986 Фроуи стал основным защитником тофтирцев, сыграв 13 матчей в чемпионате.
В 1987 году защитник отыграл все 14 встреч фарерского первенства. В сезоне-1988 он потерял место в основном составе и стал игроком ротации, приняв участие в 6 матчах. В 1989 году Фроуи провёл 7 встреч в высшем фарерском дивизионе и забил второй гол в карьере, поразив ворота «Б71» 30 апреля. В сезоне-1990 защитник отыграл 6 игр. 29 сентября 1991 года Фроуи сыграл свой последний матч в чемпионате (против клуба «ВБ») и ушёл из футбола по окончании сезона.

## Статистика выступлений
| Выступление      | Выступление      | Выступление      | Лига | Лига | Кубки | Кубки | Еврокубки | Еврокубки | Прочие | Прочие | Итого | Итого |
| Клуб             | Лига             | Сезон            | Игры | Голы | Игры  | Голы  | Игры      | Голы      | Игры   | Голы   | Игры  | Голы  |
| ---------------- | ---------------- | ---------------- | ---- | ---- | ----- | ----- | --------- | --------- | ------ | ------ | ----- | ----- |
| Б68              | Премьер-лига     | 1984             | 2    | 0    | 0     | 0     | 0         | 0         | 0      | 0      | 2     | 0     |
| Б68              | Премьер-лига     | 1985             | 4    | 1    | 1     | 0     | 0         | 0         | 0      | 0      | 5     | 1     |
| Б68              | Премьер-лига     | 1986             | 13   | 0    | 1     | 0     | 0         | 0         | 0      | 0      | 14    | 0     |
| Б68              | Премьер-лига     | 1987             | 14   | 0    | 2     | 0     | 0         | 0         | 0      | 0      | 16    | 0     |
| Б68              | Премьер-лига     | 1988             | 6    | 0    | 1     | 0     | 0         | 0         | 0      | 0      | 7     | 0     |
| Б68              | Премьер-лига     | 1989             | 7    | 1    | 1     | 0     | 0         | 0         | 0      | 0      | 8     | 1     |
| Б68              | Премьер-лига     | 1990             | 6    | 0    | 0     | 0     | 0         | 0         | 0      | 0      | 6     | 0     |
| Б68              | Премьер-лига     | 1991             | 1    | 0    | 0     | 0     | 0         | 0         | 0      | 0      | 1     | 0     |
| Б68              | Итого            | Итого            | 53   | 2    | 6     | 0     | 0         | 0         | 0      | 0      | 59    | 2     |
| Всего за карьеру | Всего за карьеру | Всего за карьеру | 53   | 2    | 6     | 0     | 0         | 0         | 0      | 0      | 59    | 2     |

## Достижения
«Б68»
- Чемпион Фарерских островов (2): 1984, 1985